# Mäetaguse (gemeente)
Mäetaguse (Estisch: Mäetaguse vald) was tot in 2017 een gemeente in de Estische provincie Ida-Virumaa. De gemeente telde 1736 inwoners op 1 januari 2017. In 2011 waren dat er 1452. De oppervlakte bedroeg 285,1 km². De hoofdplaats van de gemeente was Mäetaguse.
Sinds oktober 2017 maakt de gemeente deel uit van de gemeente Alutaguse, net als de voormalige gemeenten Alajõe, Iisaku, Illuka en Tudulinna.

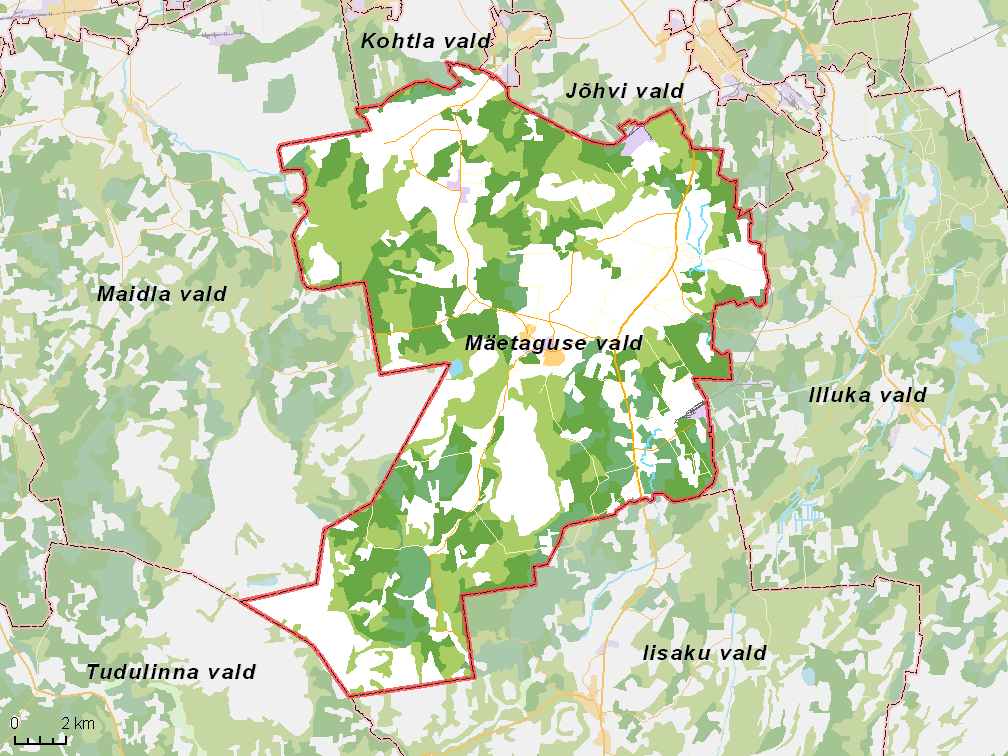
De gemeente met omliggende gemeenten, situatie begin 2017